# Albína Honzáková
Albína Honzáková (7. dubna 1877, Kopidlno – 11. července 1973, Praha) byla středoškolská profesorka, jedna z předních pracovnic českého ženského hnutí a editorka feministické literatury.

## Mládí a studia
Narodila se v rodině Jana Honzáka a jeho ženy Anny roz. Hlaváčové. Otec, městský a osobní lékař hraběte Ervína Šlika, byl vážený občan a významný osvětový pracovník v Kopidlně na Jičínsku. Po jeho předčasné smrti (na tuberkulózu) se rodina přestěhovala do Prahy.
Měla pět sourozenců. Kromě sestry Anny, která byla promována jako první česká lékařka na pražské univerzitě, to byli Jan, Marie, Bedřich a Emil. Ve svých patnácti letech (1892) nastoupila na první dívčí gymnázium Minerva. Po maturitě na chlapeckém Akademickém gymnáziu (1897) patřila mezi prvních osm českých studentek – imatrikulantek. Na univerzitě byli jejími profesory T. G. Masaryka a Josefa Pekaře a další, jako Jaroslav Goll, František Drtina Jan Gebauer, Otakar Hostinský a Josef Šusta.
V červnu 1902 univerzitní studia ukončila státními zkouškami z obecného a rakouského dějepisu a zeměpisu. S odstupem času obhájila disertační práci a v červnu 1914 získala doktorát – PhDr. jako osmnáctá česká žena v historii Filozofické fakulty UK.

## Léta profesorky gymnázia
Albína Honzáková ještě při svém vysokoškolském studiu začala ve školním roce 1900/1901 vyučovat na gymnáziu Minerva dějepis a zeměpis, v nižších ročnících též češtinu a němčinu. V roce 1907 se stala definitivní učitelkou a profesorkou. Na škole spravovala historické sbírky a ve třídě intuitivně praktikovala moderní formy vyučování. Například na 2. sjezdu českých učitelek, v sekci „O vyšším vzdělání učitelstva“ přišla už v roce 1904 s ideou, že geografie nejsou jen hory, řeky, atd., ale také lidé, dějiny, kultura, národnosti a způsob života. Vedla žákyně k debatám. Svým zvláštním charismatem a příjemným zjevem byla mezi studentkami velmi oblíbena a vysloužila si přezdívku Pallas Athéna. Sama o sobě napsala, že dala své síly ideálu svobodné výchovy. Jedna ze žákyň ještě z dob c.a k. Rakouska-Uherska vzpomínala: „Byla živá jako oheň a nadšení samo… Celá třída musela spolupracovat, navazovat na starší poznatky a vyhledávat nové souvislosti. Cítím ještě dnes tu rozkoš rychlého myšlení, kdy hbité tempo vyučování působilo jako osvěžující lázeň nebo duševní tělocvik. Člověk byl po hodině čilejší než před ní.“ U svého povolání zde setrvala celých 34 let a z jejích tříd vyšly dvě generace ženské inteligence, jež obohatily český kulturní, společenský a vědecký prostor.
- novinářka, spisovatelka a překladatelka Milena Jesenská;
- ministerský rada na čs. min.zdravotnictví Marta Krupičková-Johanovská, MUDr.;
- profesorka a od roku 1932 náčelnice Čs.obce Sokolské – Marie Provazníková;
- dcera a spolupracovnice T.G.M. Olga Revilliodová-Masaryková;
- spisovatelka a kulturní atašé v New Yorku Milada Součková,PhDr.;
- V Minervě také studovaly její dvě neteře, Milada a Libuše Pavlíkovy z Tábora.

## Činnost mimo školní třídy

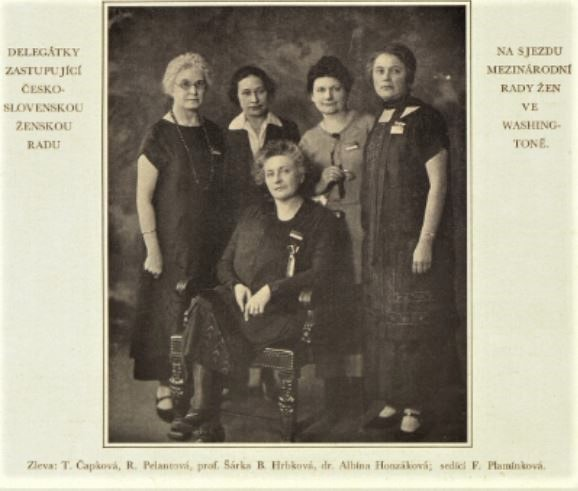
Delegátky čs. svazu žen 1925 (sedící Fr. Plamínková, vpravo Albína Honzáková)

Kromě výuky v dívčím gymnáziu, jako jedna z předních pracovnic českého ženského hnutí, působila v Minervě, spolku pro ženské studium. V letech 1914–1918 se postupně lycea měnila v reálná gymnázia. Vznikl tím problém pro lycejní učitelky, které svojí aprobací nestačily pro gymnaziální nároky výuky. Dr. Honzáková měla pravdu, když v této pedagogické otázce propagovala a navrhovala již v roce 1906 úplné vysokoškolské vzdělání těchto učitelek.
V roce 1919 odjela na Slovensko do Trenčína, kde jeden rok pomáhala slovenskému školství. Prostřednictvím ženských organizací vysokoškolačky hájily své zájmy. V roce 1922 na popud Alice Masarykové založila Sdružení vysokoškolsky vzdělaných žen (SVVŽ). Tři roky byla jeho předsedkyní a první česká právnička Anděla Kozáková byla deset let jeho místopředsedkyní. V dubnu 1925 odjela s českou političkou a aktivistkou v úsilí za lidská práva Františkou Plamínkovou do USA na sjezd Mezinárodní ženské rady, který se konal ve Washingtonu. Navštívily i jiná města, kde přednášely, např. Los Angeles. Kromě pedagogické a spolkové činnosti plnila i svůj další úkol – archivovat a vydávat doklady o počátku a rozvoji vzdělání českých žen. V roce 1933 ze zdravotních důvodů vyučování přerušila a k 30. květnu 1934 odešla do penze.

## Na odpočinku
Dr. Honzáková nebyla ani v penzi zcela nečinná. Například v únoru 1935 vysílal Český rozhlas její přednášku o volebním právu žen. Letní pobyt v zeleném ústraní v obci Dobřichovice střídala s rušnější Prahou, v poslední léta života trávila u neteře Milady Petříkové. Dne 24. dubna 1947 se naposledy účastnila valné hromady spolku Minerva; i nadále však měla zájem o společenský život. Vedla korespondenci s mnoha gymnaziálními spolužačkami, například:
- Klára Červenková, PhDr. a profesorku na gymnáziu Minerva, která zemřela 12. 5. 1945 v koncentračním táboře Ravensbrück. Její jméno je na pamětní desce Obětem 2.svět.války. (v Praze 1, Strahovská ul.);
- Zdenka Hásková-Dyková,PhDr., kulturní novinářka, prozaička, básnířka a překladatelka;
- Alice Masaryková, PhDr. – předsedkyně ČSČK;
- Josefa Puklová, MUDr. – první česká primářka

ale i s bývalými žákyněmi.
Dne 8. dubna 1967 se konal v sále Státní banky Československé přátelský večer u příležitosti devadesátých narozenin paní profesorky. Přítomno bylo hodně gratulantek, a to nejen jejích kolegyň a žákyň Minervy.

### Úmrtí
PhDr. Albína Honzáková zemřela 11. července 1973 ve věku 96 let. Byla pohřbena na Vinohradském hřbitově.

## Dílo
- Ženská emancipace (feminismus), heslo v Ottově slovníku naučném . první část, zn. Hnz, 1908
- Albína HONZÁKOVÁ (redakce), Československé studentky let 1890–1930, (Almanach na oslavu čtyřicátého výročí založení ženského studia Eliškou Krásnohorskou; vyd.Ženská národní rada a Minerva, Praha 1930)
- Kniha života – Práce a osobnost F. F. Plamínkové; vyd. Ženská národní rada a Ženské ústředí Československé strany národně socialistické, Praha 1935
- Přednášky: Tomáš Garrigue Masaryk a ženy a Masarykovo lidské poselství budiž základem školy i života. Sdružení čsl. učitelek v Praze, Praha 1938